# 陶氏宅园
陶氏宅园，也称“桃园”，位于江苏省苏州市姑苏区盛家浜8号，建于民国。为苏州市文物保护单位。
陶氏宅园为陶伯渊故居。陶伯渊，生卒不详，苏州人，曾任东吴丝织厂经理，其父陶耕荪在1919年创办东吴绸厂。东吴厂后发展为苏州四大绸厂之一，塔夫绸是代表产品。
陶氏宅园总占地1400平方米，陶伯渊在民国时期购入此处房产并重建而成。宅园内中西式建筑共存。园南为大门，进门即为庭园，园北为松迎堂，再北为西式二层洋楼一栋，青瓦尖顶，中式玻璃门窗考究。宅园东路另有一园，有假山、角亭、水池。东北角为翰墨楼，二层中式硬山顶。园内另有百年以上古树多棵。